# Lituotubidae
Lituotubidae es una familia de foraminíferos bentónicos de la superfamilia Lituotuboidea, del suborden Lituolina y del orden Lituolida. Su rango cronoestratigráfico abarca desde el Triásico medio hasta la Actualidad.

## Discusión
Clasificaciones previas incluían Lituotubidae en el suborden Textulariina del orden Textulariida, o en el orden Lituolida sin diferenciar el suborden Lituolina.

## Clasificación
Lituotubidae incluye a los siguientes géneros:
- Conglophragmium
- Lituotuba
- Paratrochamminoides †
- Plagioraphe †

Otros géneros asignados a Lituotubidae y clasificados actualmente en otras familias son:
- Trochamminoides †, ahora en la familia Trochamminoidae

Otros géneros considerados en Lituotubidae son:
- Conglobatoides, aceptado como Conglophragmium
- Lituiforminoides, aceptado como Conglophragmium
- Sectoreophax, aceptado como Plagioraphe
- Sokotina †, también en la familia Trochamminoidae
- Rectotrochamminoides †, también en la familia Trochamminoidae
- Thalmannina, aceptado como Conglophragmium